# Cantonul Ferney-Voltaire
Cantonul Ferney-Voltaire este un canton din arondismentul Gex, departamentul Ain, regiunea Rhône-Alpes, Franța.

## Comune
| Comune              | Populație (1999) | Cod poștal | Cod INSEE |
| ------------------- | ---------------- | ---------- | --------- |
| Ferney-Voltaire     | 8.844            | 01210      | 01160     |
| Ornex               | 4.027            | 01210      | 01281     |
| Prévessin-Moëns     | 7.410            | 01280      | 01313     |
| Saint-Genis-Pouilly | 9.415            | 01630      | 01354     |
| Sauverny            | 1.070            | 01220      | 01397     |
| Sergy               | 2.035            | 01630      | 01401     |
| Thoiry              | 5.733            | 01710      | 01419     |
| Versonnex           | 2.143            | 01210      | 01435     |
| Total               | 40.677           | -          | -         |